# Велибор Теокаревић
Велибор Теокаревић био је истакнутни хирург који је радио у хируршкој служби болнице у Лесковцу. Као изванредан орагнизатор и одличан хирург са групом младих, талентованих и вредних лекара жељних знања и афирмације успео је да се афирмише и стекне поверење болесника после одласка др Душана Деклеве.

## Биографија
Прим. др Велибор Теокаревић рођен је 27. јануара 1922. године. Основну школу и први разред гимназије завршио је у Лесковцу, а матурирао 1940. године у Петровграду. Исте године упиосао је Ветеринарски факултет у Београду.
На почетку рата заробљен је од стране Немаца 1941. године и све до априла 1945. године провео је у заробљеништву. По доласку из заробљеништва уписује Медицински факултет у Лесковцу и завршава га септембра 1951. године. Од октобра 1951. године обавља лекарски стаж у лесковачкој болници. Од маја 1952. године ради у Медвеђи, Лецу и Сијаринској бањи. Новембра 1953. године добија специјализацију из опште хирургије и прелази у Лесковац. Специјализацију охбавља на Хируршком одељењу лесковачке болнице код прим. др Душана Деклеве. Специјалистички испит полаже у јануара 1959. и убрзо постаје начелник Хируршког одељења у Лесковцу. Звање примаријуса добио је 1969. године. Био је начелник Хируршке службе је до 3. јуна 1982. године. Поред дужности начелника у два мандатна периода обављао је и дужност директора ОУР-а хируршких делатности Медицинског центра у Лесковцу. Био је и члан лекарске комисије при заводу за социјално осигурање.
У медицинском центру је радио до јуна 1982. године када је смењен. Од септембра 1983. године председник је прве професионалне лекарске комисије у Лесковцу и тај посао обављао је до јуна 1987. године када је пензионисан.

## Дело и заслуге
Др Теокаревић је радио све из опште хирургије, а нарочито хитну патологију, абдоминалну хирургију и обољења крвних судова. Увео је ендотрахеалну анестезију коју је у почетку водило шест обучених медицинских техничара, а касније анестезиолог. Такође увео је реанимацију и савремено лечење опекотина.
Сарађивао је са Хируршком клиником у Нишу и Другом хируршком клиником у Београду. Са Клиником за пластичну хирургију Војно-медицинске академије у Београду, на којој се усавршавао извесно време, сарађивао је на лечењу опекотина.
Др Теокаревић је био врло активан на састанцима колегијума болнице и Медицинског центра и међу најзаслужнијим је за изградњу нове болнице. Много је помагао у организацији осталих служби у медицинском центру, а нарочито лабораторије, рендген службе, трансфузије и хитне медицинске помоћи. Учествовао је и у организовању здравствене службе за рад приликом елементарних непогода и масовних несрећа. Формирао је две хируршке екипе за помоћ Скопљу после катастрофалног земљотреса 1963. године, које су биле проглашене међу пет најбољих.
Био је члан и председник Међуопштинског здравственог центра у Лесковцу, дугогодишњи члан општинских и међуопштинских савета, а нарочито за здравство и народну одбрану, стални члан Комисије за народну одбрану Медицинског центра, председник одбора Друштва за борбу против рака у Лесковцу, одборник Скупштине општине Лесковац.
Као веома ангажован у Србском лекарском друштву, др Теокаревић је три пута био председник подружнице СЛД у Лесковцу, два пута члан управног одбора СЛД у Београду и три пута чалн управног одбора Хируршке секције Србије. Залагао се да се састанци секција СЛД одржавају у Лесковцу као и за формирање библиотеке подружнице СЛД. Био је активни учесник на састанцима Подружнице СЛД у Лесковцу, хируршке секције, на интерсекцијским састанцима хирурга и хируршким конгресима. Објавио је или на стручним састанцима презентирао преко 50 стручних радова. Као председник подружнице организовао је многобројне стручне састанке лекара.

## Рад у хируршкој служби
Залагао се за тимски рад у хирургији и стално стручно усавршавање медицинског особља. За време његовог руковођења Хируршком службом 18 лекара је завршило специјализацију из хирургије и двојица су постали примаријуси. У оквиру хируршке службе специјалистички стаж из хирургије за остале хируршке гране обавило је више десетина лекара, а много већи број за општи лекарски стаж. Хируршка служба организовала је стручно усавршавање медицинских сестара за инструменталке и одељенске сестре, а била је и наставна база за ученике Медицинске школе у Лесковцу.

## Награде и признања
За стручни рад, организацију хируршке службе и оспосбљавање кадрова др Теокаревић је више пута похвљиван од стране стручних надзорника из Београда. За свој рад и активност одликован је Орденом рада са златним венцем (1973), Медаљом за изванредне заслуге у развитку Лесковца (1975), Орденом Хируршке секције Српског лекарског друштва, Орденом заслуге за народ са сребрним зрацима (1982), добитник је Повеље Хируршке службе у Лесковцу и других повеља и захвалница.